# Corrente continua

Simbolo della corrente continua

In elettrotecnica la corrente continua (CC o DC, dall'inglese: Direct Current) è un tipo di corrente elettrica caratterizzata da un flusso di carica elettrica di direzione costante nel tempo.

## Descrizione

L'asse verticale rappresenta la corrente o la tensione (V,I), l'asse orizzontale rappresenta il tempo t. La linea di colore rosso rappresenta grandezze (V,I) continue di valore costante nel tempo. La linea di colore blu rappresenta una grandezza (V,I) continua ma di valore pulsante nel tempo.

In una corrente continua le cariche degli elettroni fluiscono costantemente nello stesso senso, all'interno del circuito, quindi circolano sempre nello stesso verso. Lo scienziato francese André-Marie Ampère introdusse il concetto di corrente continua, congetturando che il verso delle cariche fluisca dal polo positivo al polo negativo, di una pila voltaica i cui terminali sono collegati; in realtà, venne scoperto vari decenni dopo che il flusso elettrico di corrente si realizza effettivamente dal polo negativo a quello positivo, essendo gli elettroni portatori di carica negativa (-).

### Simbologia
In molti dispositivi la sigla per indicare la corrente continua è DC (dall'inglese Direct Current), oppure si utilizza il simbolo di una linea continua con tre linee più corte sottostanti (⎓), mentre per la corrente alternata si utilizza invece la sigla AC (Alternating Current) o il simbolo della sinusoide (~).

### Polarità
In un sistema in corrente continua, a differenza di uno in alternata, è molto importante rispettare il verso della corrente, ovvero la polarità. Esistono infatti nelle batterie un polo "positivo" e uno "negativo", che devono essere correttamente collegati al carico. Per esempio, un motore in corrente continua, se alimentato al contrario ruota in senso inverso, a differenza di un motore in corrente alternata monofase. Molti circuiti elettronici, se alimentati erroneamente, possono guastarsi, in particolare se non sono protetti da un diodo antinversione.

### Produzione e conversione

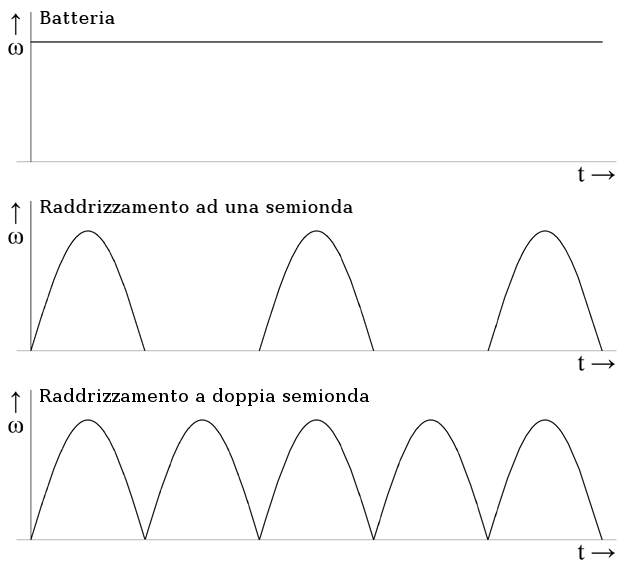
In alto, corrente continua; al centro, unidirezionale pulsante perché raddrizzata a una semionda; in basso, raddrizzata a doppia semionda

La corrente continua può essere direttamente prodotta non solo tramite una dinamo, ma anche tramite un alternatore (generatore di corrente alternata - CA), seguito da un processo di eliminazione della componente negativa dell'onda alternata prodotta (la semi-onda negativa), oppure da un processo di raddrizzamento, che "somma" la componente negativa a quella positiva (da cui il termine "raddrizzamento"). Infine, la corrente unidirezionale pulsante costituita in questi modi, dovrà essere livellata e più o meno stabilizzata. Se per il caso più semplice è sufficiente un diodo o due, per raddrizzare l'intera onda è necessario un ponte di diodi, e ciò fornisce una frequenza e una potenza doppia rispetto al primo caso, dunque, una forma più simile ad una corrente continua reale. Infine, per livellare questo segnale pulsante, fornendo una corrente quanto più possibile vicina a un valore continuo (vedi circuito RC), è necessario l'uso di condensatori ad alta capacità, posti a valle dei diodi raddrizzatori.
Viceversa, la conversione di una corrente continua in una corrente alternata è molto più complessa, in particolare perché è necessario generare informazione relativa a forma d'onda, frequenza e fase. L'operazione è svolta da complessi dispositivi elettronici definiti inverter (invertitori di corrente).

## Applicazioni e uso
La corrente continua è largamente usata in forma di bassa tensione in elettronica, all'interno degli elettrodomestici, e specialmente nei dispositivi alimentati con pile e batterie (in grado di generare esclusivamente corrente continua). Viene impiegata negli impianti elettrici delle automobili e dei vari mezzi di trasporto, dove viene accumulata da batterie al piombo, dopo essere stata generata dall'alternatore e trasformata in corrente continua. Ad esempio, è continua anche l'energia elettrica prodotta dai pannelli fotovoltaici e dalle pile a combustibile.
La corrente continua fu adottata da Thomas Alva Edison verso la fine del XIX secolo, agli inizi della distribuzione elettrica industriale. Successivamente però la tecnologia si è spostata verso la corrente alternata, inventata da Nikola Tesla, più conveniente per la trasmissione di energia elettrica a grande distanza.
Oggigiorno la corrente continua è adottata in alcuni elettrodotti (HVDC), nei cavi sottomarini e nell'alimentazione ferroviaria in alcune nazioni.